# Bindheimit
Bindheimit (veraltet auch Antimonbleispath, Antimonsaures Bleioxyd oder Bleiniere) ist ein eher selten vorkommendes Mineral aus der Mineralklasse der Oxide und Hydroxide. Es kristallisiert im kubischen Kristallsystem mit der chemischen Zusammensetzung Pb2Sb2O6(O,OH) und entwickelt überwiegend traubige, knollige oder erdige Aggregate oder krustige Überzüge von grauweißer, brauner, grünlichgelber oder gelber Farbe.

## Etymologie und Geschichte
Erstmals gefunden wurde Bindheimit im Jahre 1800 in der Blei-Silber-Zink-Lagerstätte bei Nertschinsk, Region Transbaikalien (Russland) und beschrieben von Dietrich Ludwig Gustav Karsten. Er benannte das Minerale zu Ehren von Johann Jacob Bindheim (1740–1825), einem deutschen Chemiker, der die erste chemische Analyse dieses Minerals erstellte.

## Klassifikation
In der alten Systematik der Minerale nach Strunz (8. Auflage) ist Bindheimit noch in der Abteilung der Oxide mit dem Stoffmengenverhältnis Metall : Sauerstoff = 2 : 3 eingeordnet. Mit der Überarbeitung und Neuordnung der 9. Auflage der Strunz’schen Mineralsystematik wurde das Mineral umsortiert in die Abteilung der Oxide mit dem Stoffmengenverhältnis „Metall : Sauerstoff = 1 : 2 und vergleichbare“. Dort findet es sich in der neuen Unterabteilung „Mit großen (± mittelgroßen) Kationen; Lagen kantenverknüpfter Oktaeder“.
Die im englischen Sprachraum gebräuchliche Systematik der Minerale nach Dana ordnet den Bindheimit einer anderen Mineralklasse zu. Er findet sich dort in der Klasse der Phosphate, Arsenate und Vanadate, zu der auch die Abteilung der Antimonate (unterteilt nach Zusammensetzung und Kristallstruktur) gehört.

## Bildung und Fundorte
Bindheimit ist ein typisches Sekundärmineral, dass sich in der Oxidationszone von Blei-Antimon-Lagerstätten bildet. Begleitminerale sind Boulangerit, Cerussit, Galenit, Pyrit, Quarz, Zinkenit und andere.
Neben seiner Typlokalität Nertschinsk (Ostsibirien) wurde Bindheimit in Russland noch im Ural gefunden. Weitere Fundorte sind unter anderem die Provinz Constantine in Algerien; New South Wales (Kingsgate, Talingaboolba, Broken Hill, Silverton), Tasmanien (Dundas) und Western Australia (Kununurra, Pilbara) in Australien; La Paz und Potosí in Bolivien; Minas Gerais in Brasilien; die Regionen Antofagasta und Atacama in Chile; Du’an in China; Baden-Württemberg (Schwarzwald), Bayern (Fichtelgebirge), Hessen (Odenwald, Taunus), Niedersachsen (St Andreasberg), Nordrhein-Westfalen (Sauerland, Siegerland), Rheinland-Pfalz (Eifel), Sachsen-Anhalt (Wolfsberg), Sachsen (Callenberg) und Thüringen (Greiz) in Deutschland; Elsass, Auvergne-Rhône-Alpes, Okzitanien und Provence-Alpes-Côte d’Azur in Frankreich; Attika in Griechenland; England und Wales in Großbritannien; County Wicklow in Irland; Lombardei, Sardinien und Toskana in Italien; Honshū in Japan; Huntingdon (Ontario) in Kanada; Baja California Sur und Durango in Mexiko; Erongo in Namibia; Kärnten (Friesach – Hüttenberg, Gurktaler Alpen, Hohe Tauern), Niederösterreich (Eichberg), Salzburg (Radstädter Tauern), Steiermark (Niedere Tauern) und Tirol (Obernberg am Brenner) in Österreich; Ancash in Peru; Aveiro und Beja in Portugal; Kreis Maramureș in Rumänien; Lappland und Värmland in Schweden; Graubünden und Tessin in der Schweiz; Banská Bystrica, Košice und Žilina in der Slowakei; Aragonien, Kastilien-La Mancha und Katalonien in Spanien; Mpumalanga in Südafrika; das Gissar-Tal in Tadschikistan; Böhmen in Tschechien; Komitat Borsod-Abaúj-Zemplén, Komitat Fejér und Komitat Heves in Ungarn; sowie Alaska (Aniak), Arizona (Cochise, Pima, Santa Cruz), Arkansas (Gillham), Colorado (Leadville), Idaho, Kalifornien (Santa Cruz), Montana (Beaverhead, Granite), Nevada, New Mexico, North Carolina, South Dakota (Silver City), Utah, Virginia und Washington (Adams Mountain) in den USA.

## Kristallstruktur
Bindheimit kristallisiert im kubischen Kristallsystem in der Raumgruppe {\displaystyle Fd{\bar {3}}m} mit dem Gitterparameter a = 10,40 Å sowie sechs Formeleinheiten pro Elementarzelle.